# اندروید ۱۱
اندروید ۱۱ یا اندروید آر (به انگلیسی: Android 11) یازدهمین نسخه اصلی و هجدهمین نسخه از سیستم‌عامل موبایل اندروید است.

## تاریخچه
اولین پیش نمایش توسعه دهنده اندروید ۱۱ در تاریخ ۱۹ فوریه ۲۰۲۰ به عنوان یک تصویر کارخانه برای تلفن‌های هوشمند پشتیبانی شده توسط گوگل پیکسل (به استثنای نسل اول پیکسل و پیکسل ایکس‌ال) منتشر شد. این برنامه برای سه ساخت پیش نمایش ماهانه در نظر گرفته شده بود تا قبل از انتشار اولین نسخه بتا، در ماه مه منتشر شود. انتشار بتا عمومی در ابتدا قرار بود در گو
گل آی/او برگزار شود، که در نهایت به دلیل دنیاگیری ۲۰–۲۰۱۹ کروناویروس لغو شد، بنابراین در عوض در حال حاضر یک رویداد انتشار آنلاین برنامه‌ریزی شده‌است. وضعیت «ثبات بستر» برای ژوئن سال ۲۰۲۰ برنامه‌ریزی شده‌است، و انتظار می‌رود نسخه نهایی در سه‌ماهه سوم سال ۲۰۲۰ رخ دهد. پیش نمایش برنامه‌نویس ۲ سپس در تاریخ ۱۸ مارس منتشر شد و در ۲۳ آوریل توسط پیش نویس برنامه ۳ آمد.
مانند اندروید ۱۰، دیگر نام‌های الفبایی دیگر برای سیستم عامل مورد استفاده قرار نمی‌گیرند. لوگوی این نسخه شامل شماره‌گیری ۱۱ است که به فیلم کمدی موسیقایی این اسپینال تپ است اشاره دارد.
در این نسخه از اندروید سیاست های امنیتی بروزرسانی شدند.و دسترسی به فایل ها محدود تر و ایمن.همچنین برخی از متد های sdk نیز منسخو شدند.

## امکانات
ویژگی‌های جدید پلتفرم موجود در اندروید ۱۱ شامل پیشرفت‌هایی برای پشتیبانی از تلفن‌های هوشمند قابل تاشو (از جمله پشتیبانی از سنسورهای زاویه لولایی)، نسل پنجم شبکه تلفن همراه (شامل یک API برای تمایز شبکه‌های نسل پنجم امواج رادیویی جدید مستقل)، Mainline Project (سرویس دهی به قطعات سیستم از طریق گوگل)، و فرمت فایل تصویری با راندمان بالا (HEIF). پشتیبانی از احراز هویت تماس STIR / SHAKEN نیز گنجانده خواهد شد. گوگل همچنین برنامه‌هایی را برای «بخش گفتگوی اختصاصی در سایه اعلان»، امکان اعطای مجوزهای خاص به برنامه‌ها به صورت موردی (مشابه آی‌اواس ۱۳) و معرفی اجرای قوی‌تر فضای ذخیره‌سازی محدوده سیستم. در صورت راه‌اندازی مجدد خودکار پس از بروزرسانی سیستم، برنامه‌ها می‌توانند به‌طور خودکار مجدداً دسترسی داشته باشند و بدون احراز هویت، به فضای ذخیره شده رمزگذاری شده اعتبار دسترسی پیدا کنند.

### دسترسی
سیستم کنترل صدا قادر به شناسایی زمینه صفحه است.

### پلتفرم
اندروید ۱۱ شامل APIهای مختلفی است که برای شناسایی وجود اتصال شبکه 5G به منظور ارائه تجارب بیشتر در برنامه طراحی شده‌است.اندروید ۱۱ شامل APIهای جدیدی برای مدیریت دستگاه‌های دارای صفحه نمایش لولایی (مانند تلفن‌های هوشمند تاشو) و نمایشگرهای «آبشاری» فوق‌العاده منحنی است.
از یک API جدید می‌توان برای کنترل دمای دستگاه و تنظیم عملکرد برنامه بر اساس آن استفاده کرد. OpenSL ES به نفع Oboe منسوخ می‌شود. اندروید ۱۱ از اشکال زدایی بی‌سیم نیز پشتیبانی می‌کند.
Android 11 Go Edition دارای بهبود عملکرد، افزایش حریم خصوصی، افزایش فضای ذخیره‌سازی، حافظه RAM به روز شده و ویژگی‌های برنامه جدید است، به گفته Google برنامه‌ها در اندروید ۱۱ حدود ۲۰٪ سریعتر از Android 10. راه‌اندازی می‌شوند.